# Сапонин
Сапонините са сложно устроени гликозиди. Срещат се в растенията, заедно със смолите, мазнините, етеричните масла и рядко с алкалоидите.
Сапонините не съдържат азот, нито сяра в молекулите си.
Значението им за растителния организъм не е изяснено. Предполага се, че служат като резервни вещества и като защита срещу тревопасните животни. С водата образуват пяна като сапуните, откъдето произлиза и името им.
В чист вид са некристални, бели, като повечето от тях са лесно разтворими във вода. Имат кисела или неутрална реакция. Под действието на разредени киселини се разпадат на захарна част и агликон, наречен сапогенин, който спада към групата на холана или на политерпените.
Сапонините притежават свойството да хемолизират кръвта. Хемолизата се обяснява с това, че клетъчната мембрана на еритроцитите при реакция със сапонина се разкъсва, при което хемоглобинът преминава в кръвния серум, в резултат на което кръвта става прозрачно червена. Поради това им свойство сапонините не се прилагат венозно. При поемане през устата те се безвредни, което се дължи вероятно на хидролизирането им при всмукването им от червата. При високи дози се проявява еметичен ефект (повръщане) поради дразнене на сетивни нервни окончания. При вдишване дразнят гърлото и носа и предизвикват кихане, а вътрешно дразнят лигавицата, като действат отхрачващо.
Сапонините са отровни за студенокръвните животни и рибите.
Изолират се трудно поради придружаващите ги органични и неорганични вещества.
Сапонините помагат за резорбцията на мазнините, въглехидратите и други вещества в организма.
Някои сапонини имат свойството да намаляват кръвното налягане или да влияят върху обмяната на веществата и да действат имуномодулиращо, стимулирайки имунната система.